# 4479 Charlieparker
4479 Charlieparker (1985 CP1) là một tiểu hành tinh vành đai chính được phát hiện ngày 10 tháng 2 năm 1985 bởi Henri Debehogne ở Đài thiên văn Nam Âu.